# Trankils församling
Trankils församling är en församling i Nordmarkens pastorat i Västra Värmlands kontrakt i Karlstads stift. Församlingen ligger i Årjängs kommun i Värmlands län.

## Administrativ historik
Församlingen har medeltida ursprung.
Församlingen var till 1640 annexförsamling i pastoratet Blomskog, Trankil, Torrskog, Vårvik och Silbodal för att därefter till 1680 vara annexförsamling i pastoratet Blomskog, Trankil och Torrskog. Från 1680 till 1962 var församlingen annexförsamling i pastoratet Blomskog, Trankil, Torrskog och Vårvik, för att därefter till 2010 vara annexförsamling i pastoratet Blomskog och Trankil. Från 2010 till 2014 ingick församlingen i Silbodals pastorat. Från 2014 ingår församlingen i Nordmarkens pastorat.

## Kyrkor
- Trankils kyrka